# Suita Săteasca, op. 27 (Enescu)
Suita nr. 3 pentru orchestră „Săteasca”, op. 27, este o cunoscută piesă orchestrală a lui George Enescu, compusă în 1938.

## Geneză
Cea de-a treia suită simfonică a lui George Enescu, după cum menționează autorul la sfârșitul manuscrisului, a fost terminată în data de 4 octombrie 1938, la vila Luminiș din Sinaia.  Ea a fost prima compoziție de după Simfonia nr. 3  și Oedipe, fiind una dintre cele mai complexe lucrări ale lui Enescu și una dintre cele mai îndrăgite lucrări ale sale. Prima audiție absolută a avut loc la New York, sub conducerea lui George Enescu, la 2 februarie 1939. Un articol din ziarul „Adevărul” din decembrie 1937, dedicat activității compozitorului, susținea că înainte cu un an de publicarea lucrării, Enescu avea deja o bună parte a Suitei și lucra deja la partea a IV-a a compoziției, „Pârâu sub lună”. Se poate presupune astfel că patru părți ale lucrării erau terminate cu mult timp înaintea datei înscrise pe ultima filă a manuscrisului. Se cunoaște faptul că Enescu nu își considera o  creație încheiată decât în momentul finisării definitive, iar deseori acestă finisare se întindea pe un interval de timp îndelungat. Emanoil Ciomac afirma cu privire la Enescu că „ani de zile câte un manuscris e păstrat fiindcă un mic fragment, uneori o măsură doar, nu-l satisface.”  În 1939 lucrarea a fost dirijată de autor în primă audiție în România, în interpretarea Filarmonicii „George Enescu”, în 26 octombrie.

## Conținut
Spre deosebire de primele două suite pentru orchestră ale lui Enescu, compuse în 1903 și 1915, Suita „Săteasca” evocă imaginea satului natal, Liveni. Enescu construiește o atmosferă de basm, a locurilor unde și-a petrecut  primii ani ai vieții. Diferența majoră față de cele două lucrări precedente se concretizează în caracterul pronunțat programatic, autorul fixând prin titlu un cadru descriptiv și evocator. George Manoliu își încheia lucrarea „George Enescu, poet și gânditor al viorii” într-un mod cât de poate de original. El spunea: „Interpreții români s-ar putea apropia cu mai multă ușurință de lucrare și prin lecturarea unor teme privind natura talentului românesc sau viața lui George Enescu (...) Și încă ceva: o călătorie la Liveni, la casa memorială, din care se pleacă cu alte rădăcini și vibrații în înțelegerea simțirii lui Enescu.”
În prejma compunerii Suitei „Săteasca”, Enescu îi mărturisea criticului muzical José Bruyr despre „Câmpia mea moldovenească, cu câmpuri de orz și de porumb, cu fâșii de vechi păduri fără lumină, cu orizonturile ei și cu satele vechi, pierdute între mesteceni și sălcii...”
Ideea reîntoarcerii în copilărie, a rememorării copilăriei și a evocării ei revine foarte des în paginile enesciene. Autorul resimte nostalgia și tristețea despărțirii și, astfel, principalele teme enesciene readuc imaginea miturilor mioritice, care se regăsesc nu numai în Suita a treia, ci și în multe dintre lucrările sale, printre care și Oedipe. Această gândire mitică este tributară folclorului și se concretizează în elemente pastorale, mioritice și a cântecului de doină. Lirismul pastoral este prezent la Enescu în aproape toate lucrările sale, alimentat de dorul de țară și de locurile natale. Deseori, Enescu este asemănat cu poeții români care și-au exprimat la fel ca el dorul prin creațiile lor. Lucian Blaga scria în poezia Întoarcere: 
„Lângă sat iată-mă iarăși,
Prins cu umbrele tovarăș.
Regăsescu-mă pe drumul
Începutului, străbunul.
Câte-s altfel – omul, leatul!
Neschimbat e numai satul,
Dup-atâți prieri și toamne,
Neschimbat ca Tine, Doamne.”
În același spirit cu Lucian Blaga, Enescu afirma: „Am remarcat că viața oricărui om e ca o coardă de arc, care, întinsă, oscilează și revine încet la poziția simplă și dreaptă de la care a plecat. Eu revin de unde am luat-o, la acei care au prezidat la primii pași ai mei și au dispărut; asta mă îndurerează, dar nu mă înstrăinează de locul meu natal unde vreau să mă întorc odată pentru odihna cea mare” . Tot astfel, Theodor Grigoriu afirma în Muzica și nimbul poeziei că enescu, alături de Eminescu și Brâncuși, a fost artistul unor mari sinteze europene, un om care avea capacitatea de „a da glas unor nobile idealuri umane.”   Enescu însuși spunea răspunzând la înrebarea la ce se gândește când compune: „Măi, să știi, când sunt melodiile vesele, gândesc poezie, iar dacă spunt marșuri, atunci gândesc istorie.”

## Elemente de inspirație populară
Deosebit de interesantă, chiar uimitoare, este similitudinea dintre viziunea lui Enescu și viziunea anonimului creator al cântecelor populare românești. Kipriana Belivanova afirma că „unul dintre criteriile conform căruia Enescu este considerat un clasic al culturii românești îl reprezintă atitudinea sa față de folclorul țării” . Enescu nu a ajuns să aibă o viziune asupra naturii similară celei a poporului român prin împrumutarea expresiei și trăsăturilor melodiilor folclorice, ci dimpotrivă, similitudinea aceasta, formată încă din copilărie, l-a determinat pe compozitor să aleagă particularitățile melosului popular românesc. Tudor Ciortea afirma următoarele: „Cântecul satului nu e făurit pentru audiție, ci izvorăște din firea țăranului, care își cântă destinul amestecat în taina vieții lui de toate zilele. [...] Toate elementele lui structurale (tematică, funcțiuni modale, ritmică, armonie) se vor revărsa ca o minune din sâmburele generator almelosului românesc. [...] Geniul lui George Enescu, mare și felurit ca semnele unui veac, a izbutit să facă legătura între arta și destinul acestui popor.”
Refuzând repetările și clișeele din organizarea mijloacelor de exepresie, Enescu și-a consolidat totuși creația pe baza unor idei permanente: întoarcerea la izvoare, lupta cu destinul, sau evocarea fericirii pierdute . Viorel Cosma afirmă că unele dintre aceste principii estetice își au originea tocmai în gândirea pastorală a compozitorului, care apare ca o „reflexia a miturilor antice, orfice, mioritice” . Identitatea românească a discursului lui Enescu este una rezultată din fuziunea limbajului și expresiilor melodice tipice folclorului românesc cu amprenta personală a compozitorului. Legătura strânsă cu folclorul românesc s-a dovedit încă din lucrările din tinerețe, ca Poema Română și cele două Rapsodii, fiind prezentă pe tot parcursul evoluției lui Enescu, până la compozițiile din ultimii ani ai vieții, ca Uvertura de concert pe teme cu caracter popular românesc (1948) și Simfonia de cameră (1954). Enescu traversează cu subtilitate de la stilul rapsodic din tinerețe, la acel caracter popular românesc specific perioadei sale de maturitate și ajunge să atingă acel „discret și greu detectabil etos autentic autohton”  din ultima parte a vieții. Alfred Hoffman afirmă că „Enescu a inovat continuu, dar fără gălăgie, fără să-și trâmbițeze descoperirile. Neîncetând să cultive și să dezvăluie atașamentul său pentru marile tradiții clasice și romantice, el s-a hrănit din seva muzicii populare românești.”  Contactul cu lăutari ai satului l-au inspirat în creația sa și l-au determinat să mărturisească mai târziu: „Lor țiganilor, să le mulțumim, că ne-au păstrat muzica, această comoară ce abia acum o prețuim; numai dânșii ne-au dezgropat-o, ne-au trecut-o și au dat-o în păstrare din tată în fiu, cu acea grijă sfântă ce o au pentru ce le e mai scump pe lume: cântecul!”
Ștefan Niculescu în articolul său „Aspecte ale creației enesciene în lumina Simfoniei de cameră” afirma că ultimele creații ale lui Enescu, printre care și Suita „Săteasca” sunt rodul cristalizării unei ultime tendințe stilistice. În aceste lucrări elementul românesc se afirmă și coboară la altă profunzime, depășind zona pitorescului și încorporându-se organic în structuri muzicale superioare care se generalizează.
Fragmentele melodice din Suita „Săteasca”, în general scurte și fracționate, sunt izvorâte din limbajul popular, iar melosul românesc se regăsește în toate cele cinci părți ale suitei prin folosirea intonațiilor folclorice și a procedeelor lăutărești. Astfel, unitatea tematică a părților, trăsătură obișnuită a compozițiilor enesciene, apare și aici sub forma utilizării elementelor de folclor pe tot parcursul suitei. Dintre cele cinci mișcări, cel mai obiectiv se resimte melosul folcloric în părțile extreme, „Primăvară pe câmp” și „Dansuri țărănești”. 
În Proceedings of the George Enescu International Musicology Symposium, Antigona Rădulescu spune că „elementele derivate din maniera de organizare sonoră tipică muzicii folclorice românești l-a ajutat pe compozitor în crearea unor similarități bazate pe înțelesuri similare exprimate într-un limbaj diferit.”  Întoarcerea la viața și energia satului copilăriei implică în această suită, pe planul inspirației muzicale, reveniri la cântecul popular, folosit sub forma ideilor melodice în spiritul melosului popular. Nu întâmplător această lucrare, alături de Sonata a III-a pentru pian și vioară și de Impresii din copilărie, constituie creații explicit românești și puncte de sprijin ale creației lui Gerge Enescu, marcând trei etape din evoluția stilului enescian . Ele constituie puncte de plecare și de omogenizare a creației enesciene, prin sublinierea unor elemente românești integrate într-un limbaj muzical profund personal.

## Conținutul programatic
Pentru a doua oară în cariera lui George Enescu, autorul a ales ca viziunile și stările de spirit din care s-a inspirat să fie mărturisite fără echivoc prin titluri sugestive. Prima oară, cu aproximativ 40 de ani înainte, Enescu a recurs la această soluție în Poema română, op.1, iar mai apoi, pentru a treia și ultima dată, în Suita „Impresii din copilărie” pentru vioară și pian, op. 28, scrisă cu doi ani după terminarea suitei Săteasca.
În toate aceste lucrări, programatismul are un carcater autobiografic. Peisajul, câmpia, natura din jurul satului Liveni, atmosfera specifică înserării, jocurile zburdalnice ale copiilor, casa în care a locuit compozitorul, apele pârâului în lumina razelor lunii și voioșia unei petreceri populare, toate acestea formează amintirile pe care Enescu le evocă pe paginile suitei. Putem constata, așadat, că imaginile acestei muzici nu sunt surprinse sau pictate de Enescu direct după natură, ele nefiind impresii de o clipă, cu fragmente de viață, întipărite în memoria sa încă din copilărie. Ele reflectă, astfel, aceste momente din copilărie cu starea de spirit a unui copil, dar cu înțelepciunea și experiența de viață acumulată pe parcursul deceniilor. Deși Enescu a putut revedea uneori satul în care a copilărit, sursele sale rămân cele ale amintirilor.
Într-un articol despre Enescu, Ch. Adriane remarca  structura organică a discursului enescian și elementele de programatism izvorâte din corelațiile muzicii cu natura. În lumina acestora, Săteasca, alături de Impresii din copilărie și Poema română, reprezintă cazuri particulare de programatism declarat. Rechemarea clipelor tainice ale copilăriei denotă influența considerabilă pe care viziunea asupra naturii, formată în anii copilăriei, a avut-o asupra întregii creații enesciene.
Înzestrat cu darul de a povesti și de a „zugrăvi prin sunete” , Enescu a pus pe muzică, prin discursul muzical al piesei, cuvintele sale din cartea „Amintiri”: „Povestea aceasta începe acolo, departe, pe plaiurile moldovenești.” Prin sugestia titlurilor sale, suita relevă o preocupare pentru o amplă lucrare programatică, intenție care îl va conduce și în conceperea lucrării următoare, Impresii din copilărie. Însă programatismul pe care compozitorul îl implică este departe de a înfățișa o muzică descriptivă, care urmează un anumit libret. Valentin Timaru afirmă că Săteasca „se apropie mai mult de programatismul de tipul Pastoralei beethoveniene” , cu referire la faptul că lucrarea lui Beethoven implica mai mult sentiment decât pictură, titlurile fiind de fapt cadrul ambiental al dialogului dintre compozitor și natură.
În gândirea tablourilor suitei Enescu s-a dovedit a fi mai mult decât un peisagist muzical. Dincolo de descripția titlurilor, Suita „Săteasca” este o întrepătrundere de stări, muzicale afective și poetice, de o rară sugestivitate plastică. Denumirea părților suitei este un indiciu semnificativ asupra conținutului programatic propriu fiecăruia dintre ele. 
Prima parte, Primăvară pe câmp, zugrăvește prin coloritul instrumental folosit imaginea naturii care se trezește la viață în fiecare primăvară. În sprijinul acestei idei, Enescu a conceput o melodie duioasă, care domină această parte, care este interpretată de flaut, clarinet și vioară solo și care sugerează prin mersul său liniștit amintirea unui cântec vechi. Mersul acesta melodic antrenează în parcursul său toată orchestra și este expus fragmentar la diferite instrumente, constituind o continuă alternare de timbruri și nuanțe și sugerând revenirea anotimpului poetic.
Copii în aer liber evocă prin ritmul alert și voios puritatea jocurilor copilăriei. Muzica vie, marcată Allegro con brio, este construită pe elemente melodice și ritmice simple, pe ritmul  timpanilor, iar gama intonată de suflători și cordari este în spiritul unui cântec copilăresc. Desfășurarea acestei părți se bazează pe alternarea gamei cu motive jucăușe. Un astfel de exemplu este motivul ritmico-melodic intonat de flaut, oboi și viori, care va reveni mereu și se va impune prin simplitatea sa. Jocul copiilor este simbolizat și de ritmica plină de fantezie și de rolul instrumentelor de percuție, cum sunt xilofonul  și clopoțeii. Un moment deosebit de sugestiv, gândit de Enescu pentru a sugera zburdălnicia copiilor, este introdus la două oboaie soliste, care intonează motive ritmico-melodice disonante cu indicația buffo, în acompaniament de percuție.
Într-o astfel de ambianță, spre sfârșitul părții sonoritatea descrește, dând impresia unui ecou îndepărtat și introducând atmosfera părții a treia.
În contrast cu mișcarea precedentă, al treilea tablou, Vechea casă a copilăriei în asfințit – Păstor – Păsări călătoare este centrul de maximă intensitate emoțională a suitei. Clemansa Liliana Firca spune în Enescu, relevanța „secundarului” că în această parte „intensitatea amintirii pare să inducă uneori compozitorului acea stare secundă, de „trăire în vis”, pe care însuși o mărturisea ca fiindu-i proprie” . În cele trei episoade, Enescu evocă amintirea casei sale părintești din satul natal. Deseori, în Amintiri întâlnim imaginea casei sale, care deși departe în timp și spațiu de autor, a rămas ca o imagine veșnică în sufletul său. În muzică, amintirea casei este evocată printr-o melodie cu intonații de cântec vechi, atribuită viorilor, flautului și oboiului, într-o manieră liniștită și domoală. Prima măsură a melodiei este deosebit de asemănătoare cu motivul folosit în cel de-al doilea tablou, jocurile copilăriei, ceea ce subliniază legătura între amintirea casei vechi și amintirea jocurilor copilăriei. 
Cântecul pastoral răsună după „chemarea tainică”  a unui corn solist cu surdină, când oboiul din culise interpretează un cântec nostalgic. Soloul de oboi, o tipică monodie enesciană, este comparat de Clemansa Liliana Firca  cu aminitirea cântecului păstorului de lângă porțile Tebei, din începutul celui de-al doilea tablou din Oedipe, actul doi. Mersul melodic pastoral dobândește treptat accente de recitativ acompaniate de acordurile orchestrei, iar ansamblul are rolul de a ilustra stolul păsărilor călătoare. 
Ultimele două părți, Pârâu sub lună și Dansuri țărănești, sunt din nou destul de contrastante. Penultima parte descrie prin procedee imitative sclipirile unui pârâiaș din curtea casei părintești, despre care Enescu mărturisea mai târziu: „Pârâiaș în fundul grădinii – pe acesta îl văd și acum. Un subțire firicel de apă care susura încetișor în fundul grădinii și câteodată se lărgea, devenind o mică băltoacă strălucitoare.” . Mișcarea egală a figurației harpei pe tot parcursul acestei părți sugerează susurul continuu al apei.
De la imaginea aceasta Enescu a trecut fără pauză la ultima mișcare, unde întreaga orchestră evocă cu însuflețire o petrecere țărănească dintr-o zi de sărbătoare. Încheierea Suitei în acorduri masive și luminoase este ca „o glorificare a optimismului robust al poporului muncitor de la țară.” 

## Elemente de limbaj muzical
Întocmai ca Poema română și Impresii din copilărie, programul Suitei a treia urmărește succesiunea zi-noapte-zi . Aici se poate observa din plin talentul lui Enescu de a transforma scriitura descriptivă într-un limbaj și domeniu autonom de dezvoltare și expresie muzicală.
Melodica enesciană este definitorie pentru lirismul autorului și pentru proiectarea principiului parlando rubato, de origine folclorică. Pornind de la structura ritmică variată a cântecului românesc, se evidențiază ritmica parlando rubato, specific enesciană. Fluxul neîntrerupt al discursului melodic enescian se bazează și în această Suită, pe o neîncetată variație ritmică. Gândirea ritmică personală a fost în mare parte izvorâtă din acest parlando rubato tipic folclorului autohton. Cornel Țăranu spunea: „Enescu este un neîntrecut maestru în a îmbrăca mereu alte și alte aspecte ritmice pe un singur nucleu tematic.”  Astfel, notarea exactă a ritmului nu este decât una dintre continuările firești ale principiului de variație ritmică din folclorul poporului nostru.
Țesătura simfonică a părții întâi exprimă o delicatețe a desenelor tematice și o îmbinare aerisită a vocilor, cu frecvente elemente heterofonice, care dau impresia unei limpezimi cvasi-camerale a orchestrației. Scriitura favorizează mixturi de timbruri pe unison, iar amplificări ale discursului apar doar ocazional. Heterofonia și polifonia intermitentă enesciană este surprinsă în Suita a treia și ea se remarcă și în alte compoziții enesciene, ca Vox Maris și Oedipe, iar aceste sintaxe nu numai că s-au impus ăn context național, dar „au rămas încă neegalate de creatorii contemporani”.
Partea a doua a suitei, Copii în aer liber, poartă caracteristicile de expresie și factură ale unui scherzo. În voiciunea mișcării alternează două secțiuni cu profiluri disctincte. Se remarcă imaginea veseliei jocurilor de tot felul, la evocarea căreia contribuie esențial orchestrația, cu variate combinări de timbruri, percuția diversificată și corespondențele între intonație, ritm și timbru. Enescu a fost deosebit de preocupat în creația sa pentru coloritul instrumental. Astfel, timbrul instrumentelor a fost folosit de multe ori pentru realizarea efectelor programatice. Noel Malcolm spune referitor la această parte a Suitei că ea „este o succesiune de jocuri de copii în scherzando (...), cu imitații de percuție care sugerează învârtirea unui titrez, cu sunete în surdină ca trompete de jucărie sau muzicuțe și un disonant dans în ritm rapid de marș (unde există indicația buffo), care îl poate trimite pe ascultător cu gândul la acel Giuoco delle coppie din Concertul pentru orchestră de Bartók, care avea să fie scris cinci ani mai târziu.”
Partea a treia, cu programul cel mai amănunțit, emană o atmosferă de nostalgie pe care Enescu o creează introducând o melodie lentă, în care predomină modul dorian și intervale de cvintă și cvartă, alături de tritonuri surprinzătoare. Cântecul păstorului amintește prin timbrul cornului englez de Preludiul actului al treilea din Tristan și Isolda de Wagner, cântat de oboiul din culise. Tot cu ajutorul instrumentelor din culise este ilustrat cântecul păsărilor călătoare și al corbilor, Enescu obținând acest efect cu o inventivitate deosebită, implicând patru trompete cu surdină care cântă grupuri disonante de semitonuri și trei tromboane cu surdină cu sonorități asemănătoare.
Fluiditatea discursului și valorizarea elementului timbral sunt ambele caracteristici esențiale care definesc partea a patra. Elementul timbral este atât de pregnant în această mișcare, încât distribuirea materiei sonore este tributară elementului tematic, dar mai ales celui timbral, construind o muzică „plină de virtuți vizuale” . Principalele instrumente sunt saxofonul sopran, flautul, oboiul, celesta, harpa, corzile, talgerul și tam-tamul.
Pascal Bentoiu remarca faptul că „ascultat numai el (...), finalul câștigă mult mai sigur adeziunea ascultătorului.”  Înnoirea continuă și evoluția discursului muzical se reflectă și în concepția lui Enescu asupra orchestrației. Remarcăm în Suita a III-a  un formidabil simț al culorii instrumentale. Enescu folosește în orchestrație principii deosebit de moderne, ca folosirea timbralității pure, uneori fără dublaje, și utilizarea sonorității camerale. Orchestrația matură enesciană apare ca o latură personală a autorului. Ea nu mai este tributară elementelor romantice și impresioniste, după cum afirmă Cornel Țăranu: „Ne gândim, de pildă, cât de nou sună momentul de clusters  din „Suita sătească”, realizat de alama cu surdină, cât de colorată și nuanțată e scriitura sa pentru corzi, din care se detașează mereu instrumente soli.”  În Suita a treia, masa orchestrală mare este rareori folosită în toată amploarea ei, Enescu preocupându-se pentru fiecare instrument în parte și realizând contraste de lumină și umbră, care se focalizează pe diferite grupuri de instrumente sau pe momente de solo. Astfel, deseori orchestra se reduce doar la câțiva soliști, sau chiar la unul singur.
Discursul cameral introdus în orchestra simfonică este o dominantă a stilului enescian târziu. Ea oferă o anumită transparență a sunetului, de un mare rafinament și sensibilitate a timbrurilor.